# Less Than Jake
I Less Than Jake (noti anche come LTJ) sono un gruppo ska punk statunitense formatosi a Gainesville in Florida. Nato nel 1992, il gruppo originariamente è un trio power pop. Negli anni le sonorità si sono evolute in un ibrido di third wave of ska e punk rock, con l'aggiunta di elementi di rock moderno e perfino metal. Nella loro carriera, i Less Than Jake hanno pubblicato otto album completi ed altrettanti singoli, oltre ad essere apparsi in innumerevoli compilation. La formazione attuale è formata dal chitarrista e cantante Chris Demakes, il bassista e cantante Roger Manganelli, il batterista Matt Yonker, il trombettista Buddy Schaub ed il sassofonista Peter "JR" Wasilewski.

## Storia

### Gli inizi ed il successo commerciale (1992-1999)
Il cantante e chitarrista Chris Demakes ed il batterista Vinnie Fiorello erano componenti di un gruppo locale chiamato Good Grief negli anni delle scuole superiori a Port Charlotte, Florida con il bassista Shaun Grief. Il gruppo si divide quando Chris si trasferisce a nord per frequentare la University of Florida a Gainesville, Florida. Vinnie lo segue per continuare il college e cercare un seguito musicale con Chris, già con delle idee per le canzoni in mente.
Il nome del gruppo è dovuto al cane della famiglia di Vinnie durante la sua infanzia nel New Jersey, Jake. Il Pit bull, pesante quasi 40 chili, era trattato generosamente dai genitori, perfino più di Vinnie stesso. Con il suo posto sulla poltrona ed il cibo ordinato appositamente per l'animale, tutto nella casa sembrava, meno di Jake (Less than Jake).

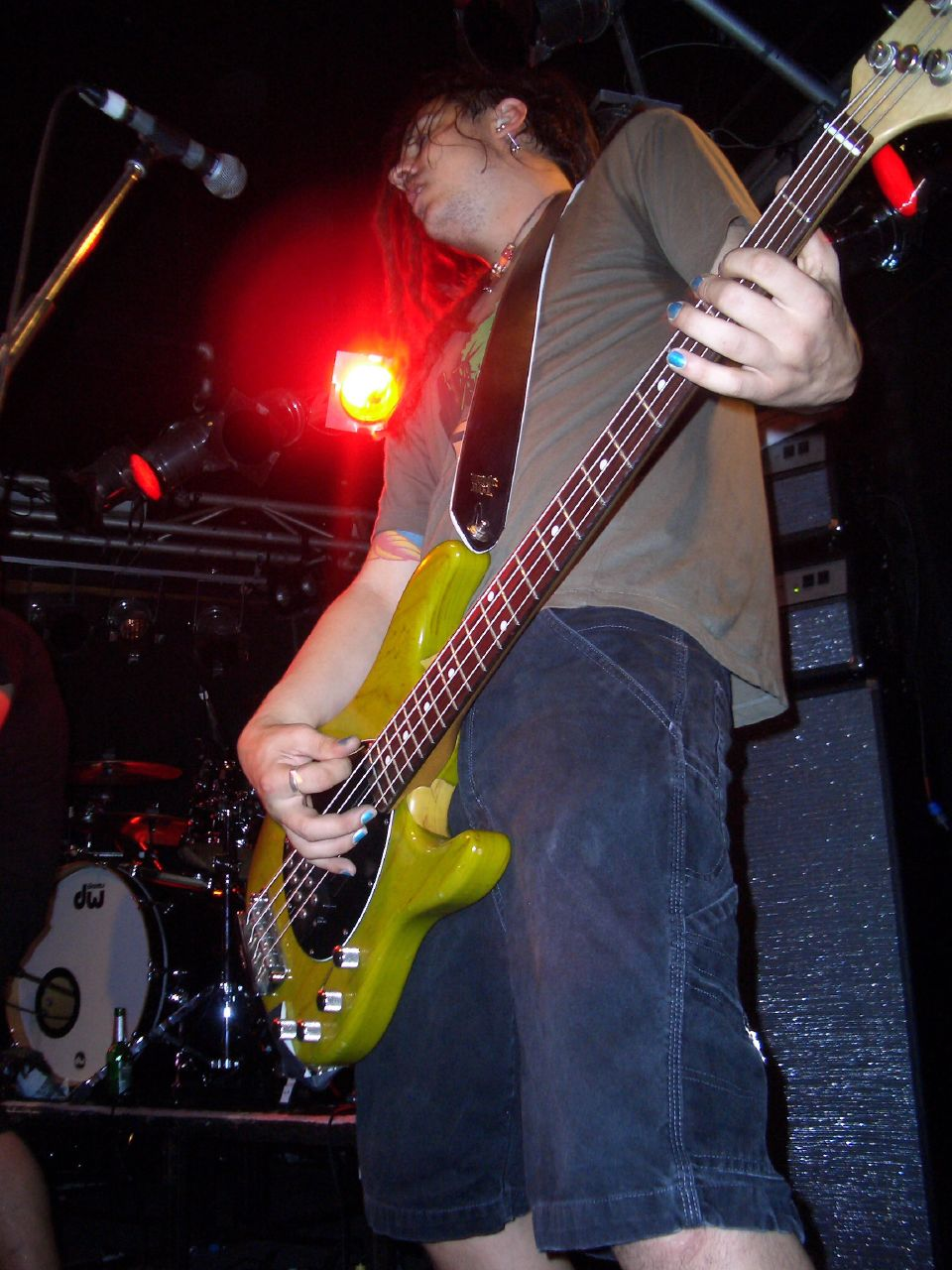
Il nuovo bassista Roger Manganelli.

Un bassista di ripiego viene trovato in Roger Manganelli, un chitarrista che imparò il basso appositamente per il gruppo. Tra il 1993 ed il 1994 si aggiunge anche la prima trombettista, Jessica Mills, e poco dopo subentra al trombone Buddy Shaub. Durante il primo tour, Shaub, partito per l'Europa con degli amici, viene sostituito dal sassofonista Derron Nuhfer durante l'assenza.
Con vari 7" autoprodotti, i Less Than Jake debuttano nel 1994 con Pezcore per la Dill Records. Il CD contiene 21 tracce, di cui le ultime due cover punk di colonne sonore, non incluse nella versione ripubblicata dalla Asian Man Records. Il titolo è dovuto al Pez, una marca di dolci austriaco e di dispensatore portatile di dolci, di cui Roger e Vinnie sono collezionisti. Il nome è quindi un omaggio alla loro ossessione, oltre che una parodia all'utilizzo di molti gruppi punk della desinenza core, tipica dei generi derivati dall'hardcore punk. I motivi del dispensatore Pez sono molto usati nel merchandise dei Less Than Jake.
Seguono Losers, Kings, and Things We Don't Understand nel 1995 per la No Idea Records e Losing Streak, album pubblicato nel 1996 con la Capitol Records, rappresenta il debutto dei Less Than Jake con una major discografica. Durante il completamento dell'album, la sassofonista Jessica Mills abbandona il gruppo per insegnare, e viene rimpiazzata dal trombettista ex-Slapstick Pete Anna. In questo periodo, Vinnie Fiorello apre una propria casa discografica, la Fueled by Ramen, con l'amico John Janick, per trovare e promuovere gruppi emergenti che lui stesso avrebbe ascoltato volentieri.
Nel 1997 esce Greased, un EP di cover di canzoni tratte dal noto musical Grease. La pubblicazione di Greased apre un contenzioso legale con la Paramount Pictures e la Universal Music Group, proprietari rispettivamente dei diritti d'autore sul film e la canzone. Grazie ad un accordo l'album venne nuovamente messo in vendita.
Nel 1998 segue Hello Rockview, che contiene canzoni essenziali come All My Best Friends Are Metalheads e Help Save the Youth of America from Exploding. Il gruppo produce anche una hit di una radio di un college minore, History of a Boring Town.

### Borders & Boundaries

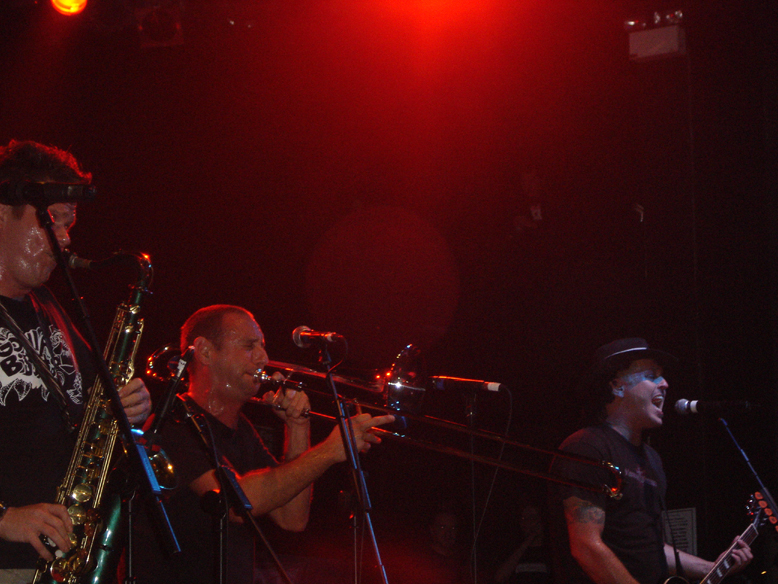
I Less Than Jake in concerto a Newcastle nel 2006.

Nell'autunno del 2000, il gruppo pubblica Borders & Boundaries per la Fat Wreck Chords, oltre a partecipare come gruppo d'apertura nel tour nordamericano di Bon Jovi. Nonostante non abbia un grande successo e non sia particolarmente innovativo rispetto ai precedenti album, il disco mostra l'evoluzione della band, presentando una musica più matura rispetto al passato. Ciononostante, l'album contiene due singoli di successo, Look What Happened (The Last Time) e il loro inno alla città natale, Gainesville Rock City. Poco dopo l'uscita del disco, Derron Nuhfer abbandona i Less Than Jake (entrando a far parte dei Gunmoll e successivamente degli Grace), venendo poi sostituito da un ex componente di un altro gruppo ska, Pete Wasilewski, precedentemente sassofonista nei Spring Heeled Jack U.S.A.. Per evitare confusione nell'avere due componenti con il nome Pete, Wasilewski viene soprannominato JR (ad indicare Peter Junior). È tuttora soprannominato JR nonostante l'addio del primo Pete dopo il Warped Tour del 2001.

Per Borders & Boundaries, il loro quinto album in studio, i Less Than Jake dedicarono un po' più di tempo ad approfondire la conoscenza dello studio di registrazione. Il membro fondatore, batterista e principale compositore Vinnie Fiorello spiega: 
Il bassista Roger Manganelli aggiunge:
I Less Than Jake si recarono alla Grand Master Recordings di Hollywood per otto settimane, suonando il loro punk metallico e skaeggiante in una fatica co-prodotta con Steve Kravac, che aveva già curato il loro ultimo Hello Rockview.
Il duro lavoro e l'attenzione ai particolari furono, come da previsioni, estenuanti. Ma i Less than Jake pensano che ne sia valsa la pena.
(Roger Manganelli)
 Vinnie Fiorello aggiunse: 

Tra le 15 nuove canzoni scritte per Borders & Boundaries, una delle preferite di Vinnie Fiorello è Bigger Picture, che al contrario lascia perplesso Roger Manganelli. 
Altre canzoni, come Malt Liquor Tastes better when you have Problems e la metallosa Gainesville Rock City mantennero il sound punk distintivo dei Less Than Jake nella sua ultima, evoluta incarnazione. Il nuovo album, dice Manganelli, è certamente più vario dei suoi predecessori, Hello Rockview e Losing Streak. "Non è una variazione schizofrenica come sintetizzatori, DJ e merda così", mette in guardia, "ma è un po' più aperto". È un cambiamento grande quanto basta per mantenere il gruppo fresco e creativo e per mantenere vivo l'interesse dei fans.
Dopo aver passato otto settimane a Los Angeles, l'unica cosa che Manganelli voleva fare era "dormire nel mio letto". Ma non per molto. Il gruppo è infatti già tornato in strada con nuovi tour in Europa, Giappone, Australia e, ovviamente, gli Stati Uniti.

### Eventi recenti

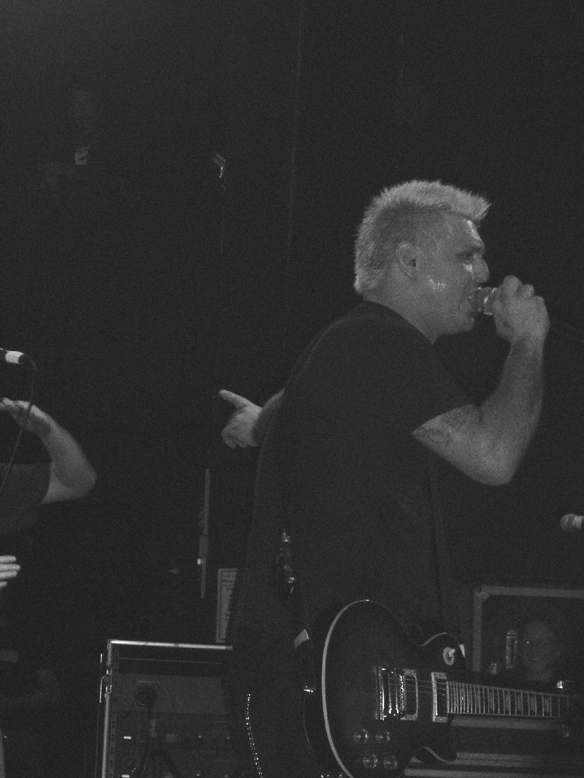
Il cantante Chris Demakes nel 2006.

Nel 2002 esce Goodbye Blue and White. Avendo pubblicato più 7" e vinili in edizione limitata di quanti fossero ricordati dalla gente, il gruppo decide di raccogliere alcune delle loro canzoni preferite in una pubblicazione, il cui titolo è in onore al loro furgone per i tour originale.
Segue nel 2003 Anthem per la Sire Records. Contiene i singoli entrati nelle classifiche statunitensi e britanniche She's Gonna Break Soon, The Science Of Selling Yourself Short (#37 Hot 100), e The Brightest Bulb Has Burned Out, in collaborazione con Billy Bragg (UK Top 40). L'attrice Alexis Bledel, conosciuta per il suo ruolo come Rory Gilmore nella serie Una mamma per amica, appare nel video di She's Gonna Break Soon, nel quale impersona la protagonista innominata della canzone, una ragazza angosciata che ha un esaurimento nervoso e distrugge la propria camera da letto nel corso della canzone. L'anno successivo esce B Is for B-sides, contenente le tracce non incluse nella versione finale di Anthem. Un mese più tardi viene pubblicato il DVD retrospettivo People's History of Less Than Jake.
Nell'aprile del 2006 il gruppo pubblica l'EP di quattro canzoni Absolution for Idiots and Addicts, seguito dall'album completo In with the Out Crowd, uscito un mese più tardi per la Warner Bros. Records. È presente anche una versione limitata del disco, con la confezione in pelle con un disco bonus contenente una raccolta di video, bonus track ed una galleria fotografica elaborata.
Nel febbraio 2007, i Less Than Jake played suonano in sei concerti in Florida, in ognuno dei quali viene suonato uno dei loro album interamente, insiebe a b-side e rarità. I concerti si sono realizzati in tre diversi luoghi di incontro, in ognuno dei quali sono stati eseguiti due concerti, che sarebbero stati registrati per un futuro DVD. I dischi suonati sono Borders and Boundaries, Pezcore, Losing Streak, Anthem, Hello Rockview e In with the Out Crowd. L'intazione è di realizzare la stessa cosa a Londra, suonando al Mean Fiddler per sei serate.
Nell'estate del 2007, i Less Than Jake hanno affrontato un tour nordamericano con i Reel Big Fish, con gruppi di supporto come Streetlight Manifesto e Against All Authority. I Reel Big Fish non hanno partecipato alla parte finale del tour.
Il 21 maggio dopo molte speculazioni al riguardo, Vinnie Fiorello ha annunciato attraverso il suo blog che il gruppo avrebbe pubblicato, con la Sire Records e la Warner Brothers, le registrazioni dei loro spettacoli, in alta qualità (MP3, 320kbit/s), senza DRM, presi direttamente dalla console di mixaggio di ogni show. Queste registrazioni sono distribuite nel sito del gruppo attraverso Snocap.
Il 24 giugno 2008 è uscito l'ottavo album studio, GNV FLA, seguito poi dagli EP Greetings from Less Than Jake e Seasons Greetings from Less Than Jake (uniti poi nella compilation Greetings and Salutations from Less Than Jake) e nel 2013 è infine uscito il nono album studio, See the Light.

## Formazione
Attuale
- Chris DeMakes – voce e chitarra (1992-presente)
- Roger Manganelli – basso, seconda voce, occasionalmente seconda chitarra (1993-presente)
- Buddy "Goldfinger" Schaub – trombone, basso (quando Manganelli suona come seconda chitarra dal vivo) (1993-presente)
- Peter "JR" Wasilewski – sassofono (2000-presente)
- Matt Yonker – batteria (2018-presente)

Ex componenti
- Jessica Mills – sassofono (1993-1998)
- Derron Nuhfer – sassofono (1995-2000)
- Pete Anna – trombone (1998-2001)
- Vinnie Fiorello – batteria (1992-2018)

## Discografia

### Album in studio
- 1995 – Pezcore
- 1995 – Losers, Kings, and Things We Don't Understand
- 1996 – Losing Streak
- 1998 – Hello Rockview
- 2000 – Borders & Boundaries
- 2003 – Anthem
- 2006 – In with the Out Crowd
- 2008 – GNV FLA
- 2013 – See the Light
- 2020 – Silver Linings

### Album dal vivo
- 1997 – Bootleg a Bootleg, You Cut Out the Middleman
- 1999 – Live from Uranus
- 2004 – Live in Minneapolis

### Raccolte
- 2000 – The Pez Collection
- 2002 – Goodbye Blue and White
- 2004 – B is for B-sides
- 2005 – B is for B-sides (Remixed)
- 2012 – Greetings and Salutations from Less Than Jake

### EP
- 1997 – Greased
- 1999 – Pesto
- 2006 – Absolution for Idiots and Addicts
- 2011 – Greetings from Less Than Jake
- 2012 – Seasons Greetings from Less Than Jake
- 2017 – Sound the Alarm

### Singoli
- 1998 – History of a Boring Town
- 2000 – All My Best Friends Are Metalheads
- 2001 – Gainesville Rock City
- 2003 – She's Gonna Break Soon
- 2003 – The Science Of Selling Yourself Short
- 2006 – Overrated (Everything Is)/A Still Life Franchise
- 2006 – The Rest of My Life/Don't Fall Asleep on the Subway
- 2006 – P. S. Shock the World
- 2008 – Does the Lion City Still Roar?
- 2008 – Abandon Ship (UK)

## Videografia
- 2002 – Avant Tarde
- 2004 – The People's History of Less Than Jake